# Abel Kiviat
Albert Richard „Abel” Kiviat (ur. 23 czerwca 1892 w Nowym Jorku, zm. 24 sierpnia 1991 w Lakehurst) – amerykański lekkoatleta pochodzenia żydowskiego, specjalizujący się w biegach średniodystansowych, dwukrotny medalista olimpijski.

## Życiorys
W 1909 i 1910 dwukrotnie zdobył tytuły mistrza Kanady w biegu na 1 milę. W latach 1911, 1912 i 1914 trzykrotnie zdobył tytuły mistrza Stanów Zjednoczonych w biegu na 1500 metrów, był również mistrzem kraju w biegu przełajowym (1913). Oprócz tego, pięciokrotnie zdobył złote medale halowych mistrzostw Stanów Zjednoczonych, w biegach na dystansach 600 jardów (1911, 1913) i 1000 jardów (1911, 1913, 1914).
W 1912 uczestniczył w letnich igrzyskach olimpijskich w Sztokholmie, zdobywając dwa medale: złoty (w biegu drużynowym na dystansie 3000 metrów) oraz srebrny (w biegu na 1500 metrów). Wystąpił również w rozegranym podczas olimpiady pokazowym turnieju w baseball.
1 czerwca 1912 w Cambridge ustanowił z czasem 3:55,8 rekord świata w biegu na 1500 metrów. Wynik ten został pobity 5 sierpnia 1917 r. w Sztokholmie przez Johna Zandera.
W 1984 został uhonorowany umieszczeniem w Międzynarodowej Galerii Gwiazd Żydowskiego Sportu (ang. International Jewish Sports Hall of Fame), natomiast w 1985 – w Galerii Gwiazd Amerykańskich Lekkoatletów (ang. U.S. Track and Field Hall of Fame).

## Rekordy życiowe
- bieg na 1500 metrów – 3:55,8 s. – 01.06.1912
- bieg na milę – 4:15,6 s. – 1912